# Červenka
Červenka (en allemand : Schwarzbach bei Olmütz) est une commune du district et de la région d'Olomouc, en République tchèque. Sa population s'élevait à 1 442 habitants en 2020.

## Géographie
Červenka se trouve à 3 km au nord de Litovel, à 7 km au sud-ouest d'Uničov, à 19 km au nord-ouest d'Olomouc, à 86 km à l'ouest-sud-ouest d'Ostrava et à 194 km à l'est-sud-est de Prague.
La commune est limitée par Medlov au nord-ouest, par Uničov au nord, par Litovel à l'est et au sud, et par Mladeč au sud-ouest, et par Bílá Lhota à l'ouest.

## Histoire
La première mention écrite de la localité date de 1287.